# Gefecht von Camerone
Das Gefecht von Camerone (spanischer Ortsname: Camarón de Tejeda), das im Rahmen der französischen Intervention in Mexiko am 30. April 1863 stattfand, gilt in der Geschichte der französischen Fremdenlegion als Symbol für Opferbereitschaft und Heldentum. Bei dem Gefecht kämpften 62 Legionäre und 3 Offiziere der Fremdenlegion unter dem Capitaine Jean Danjou und den Sous-Lieutenanten Clément Maudet und Napoleon Vilain gegen rund 2.000 Soldaten unter dem mexikanischen Oberst Francisco de Paula Milán, davon 1.200 Infanteristen und 800 Kavalleristen.

## Geschichte
Das französische Expeditionskorps belagerte die Stadt Puebla und erwartete einen Versorgungskonvoi, der u. a. mit 3 Millionen Francs, Waffen und Munition beladen war. Die Fremdenlegion hatte die Aufgabe, den Straßenverkehr zu sichern. Der befehlshabende Stabsoffizier Colonel Pierre Joseph Jeanningros (1816–1902) wollte zur Sicherheit dem Konvoi eine Vorhut voranschicken. So wurde ein Trupp aus 62 Legionären und drei Offizieren zusammengestellt, der unter dem Kommando von Capitaine Jean Danjou am 30. April 1863 um etwa 1 Uhr morgens loszog. Als der Trupp etwa gegen 7 Uhr in Palo Verde eine Pause einlegte, griffen die Mexikaner an. Die Legionäre schlugen mehrere Angriffe zurück und zogen sich schließlich in Karee-Formation auf die von einer etwa drei Meter hohen Mauer umgebenen Hazienda de la Trinidad westlich des Dorfes Camerone zurück.
Laut offiziellem französischen Bericht forderte ein mexikanischer Offizier die Legionäre auf, sich zu ergeben, und verwies auf die Zahl der mexikanischen Soldaten. Der Kommandeur der Franzosen wollte sich vor allem mit Rücksicht auf den folgenden Transport nicht ergeben. Gegen 10 Uhr morgens begannen die Mexikaner, das Gelände zu stürmen. Doch die Legionäre verteidigten sich – ohne Nahrung und bei extremer Hitze – bis etwa gegen 6 Uhr abends. Zuletzt waren nur Sous-Lieutenant Maudet, Caporal Maine und die Legionäre Catteau, Wensel, Constantin und Leonhard – ohne Munition und nur mit Bajonetten bewaffnet – noch kampfbereit. Nachdem Sous-Lieutenant Maudet und zwei der Legionäre gefallen oder verwundet waren, ergaben sich die drei letzten unter der Bedingung, dass sie ihre Waffen behalten durften, und ihre verwundeten Kameraden behandelt wurden. Das wurde ihnen gewährt. In diesem Kampf fielen oder erlagen ihren Verwundungen alle drei Offiziere sowie 30 Unteroffiziere und Legionäre. Der Rest, 31 zum großen Teil verwundete Legionäre, wurde gefangen genommen. Zwölf davon ließ man im darauffolgenden Monat August frei, während 19 in der Gefangenschaft ihren Verwundungen erlagen. Ein Caporal wurde nach dem Kampf und nach Abzug der Mexikaner von einer Entsatzkompanie noch lebend am Kampfort gefunden.
Genaue Zahlen über die mexikanischen Verluste sind nicht bekannt, angeblich töteten die Legionäre etwa 300 mexikanische Soldaten.
Als Folge des Gefechts konnte der Versorgungskonvoi ohne Probleme passieren und die Franzosen die Belagerung von Puebla zweieinhalb Wochen später erfolgreich abschließen.

## Heutige Bedeutung in Frankreich

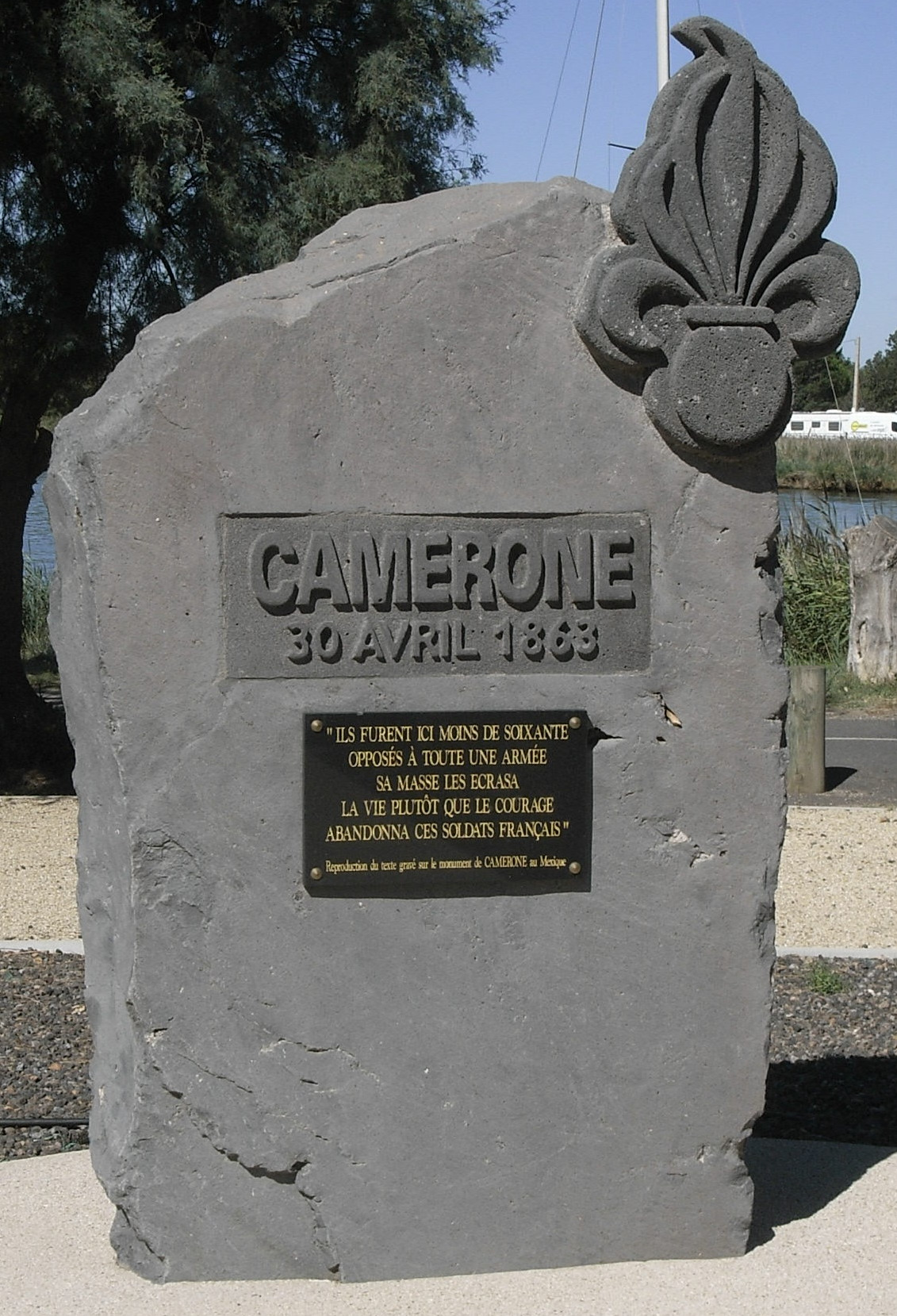
Modernes Denkmal für das Gefecht von Camerone in Agde (Hérault).

Nach dem Gefecht ließ Napoléon III. den Namen Camerone auf die Flagge der Fremdenlegion schreiben. Die Namen der drei Offiziere, Danjou, Vilain und Maudet, wurden in Gold in den Invalidendom in Paris gemeißelt.
Am Ort des Gefechtes wurde 1892 auf Betreiben des französischen Konsuls ein Denkmal errichtet mit der Inschrift (Übersetzung): „Hier standen weniger als 60 Mann gegen eine ganze Armee. Deren Masse hat sie erdrückt. Eher das Leben als der Mut verließ diese französischen Soldaten an diesem 30. April 1863. Zum Andenken an sie hat das Vaterland dieses Denkmal errichtet.“ Am 6. April 1963 erfolgte die Umbettung der Überreste in eine von 1962 bis 1965 vom privaten Verein Association Camerone errichtete Grabanlage.
Heute wird das Gefecht immer noch gefeiert und der offizielle Bericht zu diesem Anlass vorgetragen. Der 30. April ist der höchste Feiertag in der französischen Fremdenlegion. Der für Frankreich verlorene Krieg findet aber außerhalb dieses Gedenkens im öffentlichen Erinnerungsdiskurs Frankreichs kaum Beachtung.

## Heutige Bedeutung in Mexiko
Mexiko begeht das Ereignis jährlich mit einem gemeinsamen Aufmarsch der See- und Landstreitkräfte in Camarón de Tejeda. Dabei werden von der Regierung des Bundesstaates Veracruz jeweils offizielle Vertreter Frankreichs als Gäste eingeladen.